# Eurhythma argyphea
Eurhythma argyphea är en fjärilsart som beskrevs av Turner 1913. Eurhythma argyphea ingår i släktet Eurhythma och familjen Crambidae. Inga underarter finns listade i Catalogue of Life.